# Klapa Lira
Klapa Lira nastala je 2005. godine u sklopu HKUD-a Seljačka Sloga iz Trebižata. Klapa se na početku sastojala od dvanaest djevojaka: Ljubica Pavlović, Ana Borovac, Andrea Ivanković, Darija Stojić, Anamarija Dragičević, Ana Marić, Nikolina Pavlović, Marija Pavlović, Anamarija Sušac, Ignacija Sušac, Marija Vukšić i Zdravka Vrankić. Prvi stručni voditelj klape bio je Dražen Laskač.
Klapa Lira svoj prvi nastup ostvarila je u Mostaru, u Hrvatskom domu hercega Stjepana Kosače povodom Majčinog dana. Klapa je do sada ostvarila brojne nastupe diljem Bosne i Hercegovine, Hrvatske, Crne Gore i Slovenije. Klapa je ostvarila i zapaženi uspjeh na festivalu klapa u Kotoru kada su osvojile 3. mjesto u konkurenciji ženskih klapa kao i nagradu za debitante festivala. Danas klapu vodi stručni voditelj Ivica Kaleb.